# 島原天草長島連絡道路
島原天草長島連絡道路（しまばらあまくさながしまれんらくどうろ）は、長崎県南島原市から鹿児島県阿久根市に至る延長約110 kmの地域高規格道路候補路線である。
南島原市深江地区で地域高規格道路計画路線の島原道路と接続する。当路線における長大橋は、2箇所が計画されている。

## 要目
すべて構想段階であり、事業化されたものではない。
- 区間 : 長崎県南島原市深江町 - 鹿児島県阿久根市 約110km
- 主な橋梁
  - 島原 - 天草間 : 長崎県南島原市口之津町 - 熊本県天草市五和町 約4.5km
  - 天草 - 長島間 : 熊本県天草市牛深町 - 鹿児島県出水郡長島町 約2.0km